# Данн, Лесли Кларенс
Лесли Кларенс Данн (Дэнн, Денн) (Leslie Clarence Dunn; 2 ноября 1893, Буффало, Нью-Йорк, США — 19 марта 1974, штат Нью-Йорк, США) — американский генетик. Л. К. Данн был президентом американо-советского научного общества, созданного в 1944 году Национальным советом американо-советской дружбы.
Член Национальной АН США, Норвежской АН, Американского философского общества (1943).

## Биография
В 1912 году поступил в Гарвардский университет, который окончил в 1917 году. В 1920 году устроился на работу на Коннектикутскую сельскохозяйственную опытную станцию и проработал там вплоть до 1928 года. В 1928 году устроился на работу в Колумбийский университет, где был избран профессором и проработал в данной должности вплоть до 1962 года, после чего вышел на пенсию.
Основные научные работы посвящены исследованию распределения генов в популяциях человека и млекопитающих и мутации млекопитающих.
Занимался историей генетики.

## Избранные сочинения
- Синнот Э., Денн Л. «Курс генетики», М. «Медгиз», 1931, 360 с.